# Metalimnobia (Tricholimonia) edwardsi
Metalimnobia (Tricholimonia) edwardsi is een tweevleugelige uit de familie steltmuggen (Limoniidae). De soort komt voor in het Afrotropisch gebied.